# Gerd von Tresckow
Hermann Robert Jürgen Gerd von Tresckow (* 21. März 1899 in Lüben (Schlesien); † 6. September 1944 in Berlin) war ein deutscher Oberstleutnant sowie Widerstandskämpfer des 20. Juli 1944.

## Leben
Gerd von Tresckow stammte aus einer alten preußischen Familie des Uradels. Diese konnte auf eine lange Reihe von Offizieren in den verschiedensten Heeren zurückblicken. Seine Eltern waren Hermann von Tresckow (* 1849; † 1933) und dessen zweite Ehefrau Marie-Agnes Gräfin von Zedlitz und Trütschler (* 1869; † 1926), Tochter der Agnes von Rohr-Levetzow und des Gutsherrn und Ministers Robert Graf von Zedlitz und Trütschler. Der Vater war bei der Kaiserkrönung im Spiegelsaal von Versailles zugegen und hatte es in der Preußischen Armee bis zum General der Kavallerie gebracht.
Zusammen mit seinem jüngeren Bruder Henning von Tresckow wuchs Gerd von Tresckow in dieser monarchisch geprägten Umgebung auf dem väterlichen Gut Wartenberg im Kreis Königsberg/Neumark auf. Er wurde zunächst von einem Privatlehrer, später im Realgymnasium des Alumnats des Klosters Loccum, das von 1890 bis 1923 in Goslar untergebracht war, unterrichtet. Zu Beginn des Ersten Weltkrieges trat er in das 1. Garde-Regiment zu Fuß der Preußischen Armee ein, genannt Erstes Regiment der Christenheit. Dort wurde Gerd von Tresckow Leutnant und Führer der 7. Kompanie. Im August 1918 geriet er in französische Gefangenschaft bei Crezy au Mont.
Nach der Rückkehr aus der Gefangenschaft im Jahr 1920 lernte er bei seinem Verwandten Hans von Wedemeyer Landwirtschaft auf dessen neumärkischen Gut Pätzig. 1935 bis 1940 besaß er das 233 Hektar große Gut Osteroda bei Herzberg/Elster. In erster Ehe heiratete er am 4. Juni 1925 Cornelia Martha Helene von Köller. Aus dieser Verbindung stammten zwei Töchter, Maria Marie-Agnes und Marie-Elisabeth. Die Ehe wurde 1935 geschieden. In zweiter Ehe heiratete er 1936 in Falkenwalde (Kreis Königsberg/Neumark) Erika Gräfin von Schlieffen, Tochter der Ada von Witte und des Majors Graf Friedrich Wilhelm von Schlieffen. Aus dieser Ehe stammten drei Töchter, Ingeborg, Mechthild, und Anna Dorothee.
Schon 1934 bezeichnete Gerd von Tresckow den im August 1934 eingeführten Führereid als „Gewissensknechtung“; er erkannte in dem Führerkult eine „Menschenvergottung“ und den „antichristlichen Grundton der Bewegung“. Im August 1939 brachte er Fabian von Schlabrendorff (mit Gerds Cousine von Bismarck verheiratet) in Verbindung mit Henning von Tresckow.
Im Zweiten Weltkrieg brachte es von Tresckow bis zum Oberstleutnant. Seine letzte Stellung war in einem Divisionsstab in Italien. Drei Tage nach dem gescheiterten Anschlag auf Adolf Hitler vom 20. Juli 1944 offenbarte er sich südlich von Faenza seinem Vorgesetzten General der Infanterie Joachim Witthöft als Mitwisser der Verschwörung. Er wurde am 27. Juli in Bologna verhaftet, in das Zellengefängnis Lehrter Straße nach Berlin gebracht und von Mitarbeitern des Reichssicherheitshauptamts gefoltert (damals euphemistisch „verschärfte Vernehmungen“ genannt). Am 6. September versuchte er, sich die Pulsadern aufzuschneiden. Er starb im Staatskrankenhaus der Polizei eine Stunde später an Herzversagen aufgrund einer Vorschädigung.
Der Familie wurde die Bestattung des Leichnams verweigert.

## Genealogie
- Gottfried Graf Finck von Finckenstrein, Christoph Franke. Et. al.: Genealogisches Handbuch der Adeligen Häuser. A/B (Uradel/Briefadel). 2015. Band XXXVI, Band 158 der Gesamtreihe GHdA, Hrsg. Deutsches Adelsarchiv, C. A. Starke Verlag, Limburg an der Lahn 2015, S. 457 ff.
- Gothaisches Genealogisches Taschenbuch der Adeligen Häuser. Zugleich Adelsmatrikel der D.A.G. Teil A (Uradel). 1941. 40. Jg., Justus Perthes, Gotha 1940, S. 551. Siehe: FamilySearch (Kostenfrei).